# Maison au 14, rue de Saverne à Molsheim
La maison au 14, rue de Saverne est un monument historique situé à Molsheim, dans le département français du Bas-Rhin.

## Localisation
Ce bâtiment est situé au 14, rue de Saverne à Molsheim.

## Historique
L'édifice fait l'objet d'une inscription au titre des monuments historiques depuis 1929.